# كيت كوندون
كيت كوندون ((بالإنجليزية: Kate Condon)‏ فبراير 1877 - 27 مايو 1941) ممثلة أمريكية .